# Анатотитан
Анатотитан (лат. Anatotitan) — крупнейший в Северной Америке уткоклювый динозавр без гребня. Обитал около 68—65 миллионов лет назад, в конце мелового периода. Значение названия — «Утка-титан». Название дано за большой размер ящера. Длинная голова с плоской широкой мордой была похожа на утиную. В данный момент является синонимом edmontosaurus.

## История открытия
Первоначально ящера называли «анатозавром», что означает «ящер-утка», но после дальнейших исследований в 1990 году ему было дано новое имя. Место находки — западная часть США и Канады (штаты С. и Ю. Дакота, Вайоминг, Монтана; провинции Британская Колумбия, Саскачеван, Альберта).

## Описание
Кормился анатотитан стоя у дерева на двух ногах, но от хищников он убегал на четырёх. Его пасть насчитывала около 720 зубов, приспособленных перетирать листья, хвою, семена и другую грубую растительную пищу. Три пальца его длинных задних ног напоминали копытца. жили стадами и, кочевали с места на место в поисках еды. Длина — 12 м. Рост — 4,5 м. Вес — 7 т.

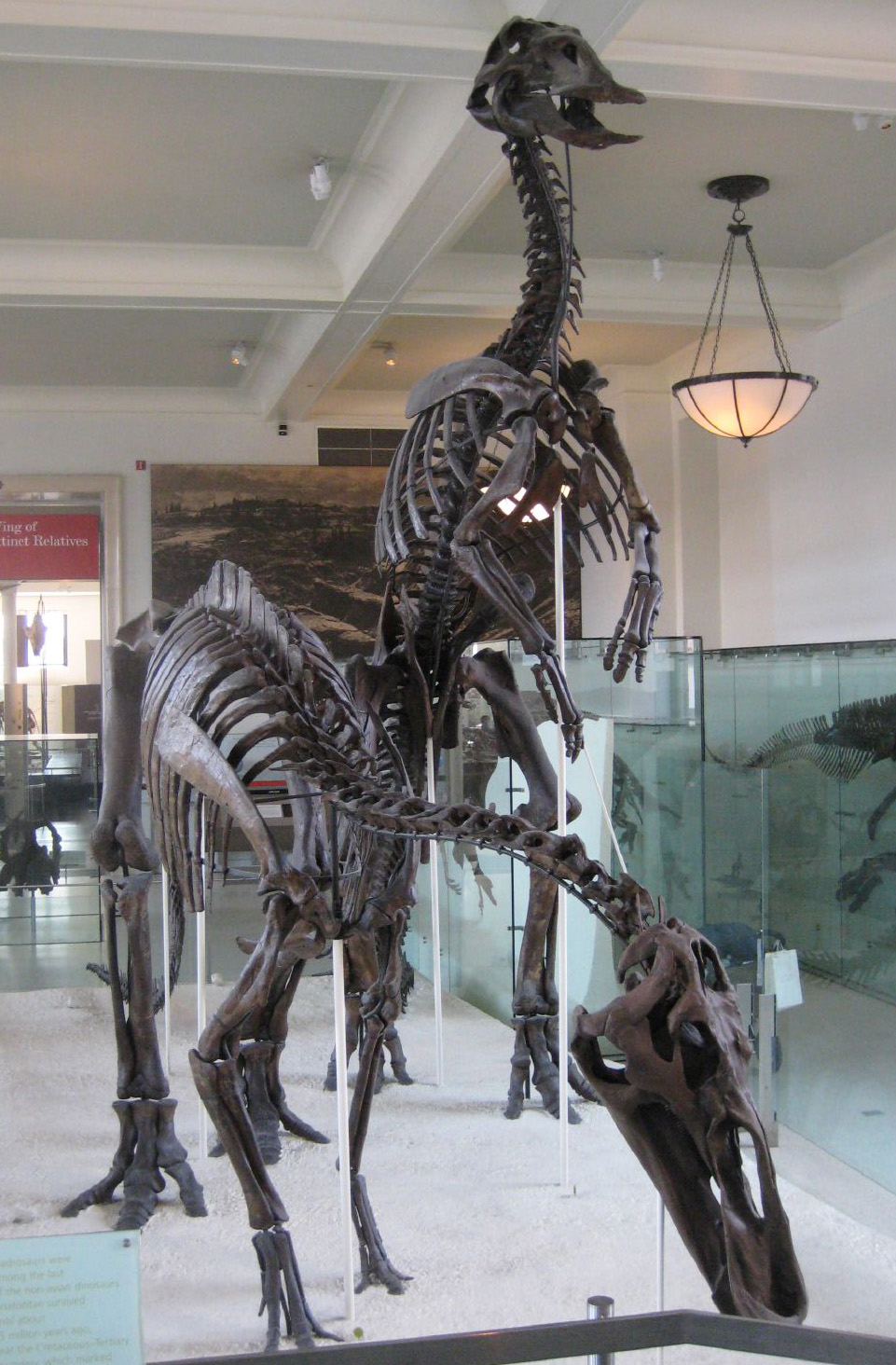
Скелеты анатотитана в Американском Музее Естественной истории.